# Агапова, Мария (боец)
Мари́я Ага́пова (род. 7 апреля 1997 год, Павлодар, Казахстан) — казахстанский боец смешанного стиля. Выступает в женском наилегчайшем весе. Бывший боец известных американских бойцовских организаций Invicta FC и Ultimate Fighting Championship (UFC). Являлась первой казахстанской спортсменкой, дебютировавшей в UFC.

## Биография
Мария воспитывалась в сложной семье и начала заниматься боевыми искусствами примерно в возрасте восьми лет, чтобы научиться защищать себя. Сначала это было карате, а затем после переезда семьи в российский Омск в возрасте 9 лет она переключилась на кикбоксинг. После смерти отца в возрасте 11 лет Мария с матерью и сестрой возвращается в Павлодар и начинает заниматься боксом. В возрасте 14 лет она становится членом национальной сборной Казахстана по боксу. Спустя ещё 2 года юная Мария Агапова покидает сборную страны из-за плохих отношений с тренером и решает переключиться на смешанные единоборства. Она знакомится с тренером Ринатом Садыковым, который становится её первым тренером по MMA и в дальнейшем оказывает значительное влияние на её жизнь и карьеру.

## Карьера в смешанных единоборствах

### Ранняя карьера
Мария Агапова начинала свою профессиональную ММА карьеру, проведя несколько боёв в региональных бойцовских организациях Казахстана (3 боя), России (2 боя) и Китая (1 бой). До дебюта в Претендентской серии Дэйны Уайта имела серию из 6 побед подряд и титул чемпионки китайской организации Heroine FC, который она завоевала в своём шестом поединке.

### Претендентская серия Дэйны Уайта
30 июля 2019 года Агапова появилась в 22 выпуске третьего сезона Претендентской серии Дэйны Уайта, где встретилась в поединке с будущей звездой UFC американкой Трейси Кортес. Агапова проиграла бой единогласным решением судей.

### Invicta Fighting Championships
6 сентября 2019 года Агапова дебютировала в Invicta Fighting Championships, встретившись с Алексой Коннерс на турнире Invicta FC: Phoenix Series 2. Она выиграла бой удушающим приёмом в первом раунде.
6 октября 2019 года на турнире Invicta FC 37 встретилась со следующей соперницей, бразильянкой Марилией Сантус. Агапова выиграла бой техническим нокаутом в первом раунде.
7 февраля 2020 года она должна была встретиться с Дайаной Торквато на турнире Invicta FC 39. Однако по пути на тренировку Мария Агапова попала в автомобильную аварию и была вынуждена отказаться от боя.

### Ultimate Fighting Championship
В феврале 2020 года подписала контракт с UFC. 13 июня дебютировала против Ханны Сайферс на UFC on ESPN: Ай vs. Кальвильо и выиграла бой удушающим приёмом в первом же раунде. За эффектную и быструю победу получила бонус "Выступление вечера".
22 августа 2020 года на UFC on ESPN: Муньюс vs. Эдгар встретилась с Шанной Добсон. Агапова проиграла бой техническим нокаутом во втором раунде, потерпев одно из самых сенсационных поражений (по ставкам) в истории женских боёв UFC (наравне с сенсационным поражением Ронды Раузи от Холли Холм на турнире UFC 193).
9 октября 2021 года Агапова встретилась с Сабиной Мазо на UFC Fight Night: Дерн vs. Родригес, одержав победу удушающим приёмом в третьем раунде и получив бонус "Выступление вечера".
5 марта 2022 года на UFC 272 Агапова вышла против Марины Мороз, проиграв бой после удушающего приёма во втором раунде.
9 июля 2022 года должен был состояться бой с Ким Джи Ён на UFC 277. Агапова была вынуждена сняться с боя из-за травмы колена, её заменила Хоселин Эдвардс.
17 сентября 2022 года заменила Мелиссу Гатто в поединке против Джиллиан Робертсон на турнире UFC Fight Night: Сэндхэген vs. Сун, вновь проиграв бой технической сдачей в результате удушающего приёма соперницы.
13 июля 2024 года на турнире UFC on ESPN: Намаюнас vs. Кортес проиграла поединок Луане Сантус удушающим приёмом в первом раунде.
31 июля 2024 года стало известно, что Агапова исключена из состава UFC.

### Bare Knuckle Fighting Championship
24 августа 2024 года было объявлено, что Мария Агапова подписала контракт с организацией по боям на голых кулаках Bare Knuckle Fighting Championship (BKFC). Однако, дата дебюта в этих соревнованиях остаётся не объявленной.

### Global Fight League
В январе 2025 года подписала контракт с новой бойцовской организацией Global Fight League.

## Карьера в грэпплинге
30 мая 2024 года состоялся первый в карьере спортсменки профессиональный поединок по грэпплингу. Она встретилась с американкой Хеленой Кревар на турнире Pit Submission Series 5, организованным бойцовской организацией Karate Kombat. Агапова проиграла бой спустя всего 30 секунд после начала поединка в результате болевого приёма на ногу.

## Карьера в боксе
После увольнения из UFC Агапова провела два профессиональных боя по боксу.
27 сентября 2024 года в своём боксёрском дебюте она встретилась с немкой Николь Шефер на турнире Baumgardner vs. Persoon, который проходил в Атланте (США). Бой проходил в формате 6 раундов по 2 минуты. Поединок закончился ничьей единогласным решением судей.
16 ноября 2024 года на турнире Crowder vs. Micah в Атлантик-Сити (США) её соперницей стала американка Стейша Саттлис. Бой проходил в формате 4 раунда по 2 минуты. Агапова проиграла единогласным решением судей.

## Титулы и достижения
Ultimate Fighting Championship
- «Выступление вечера» (два раза), в боях против Ханны Сайферс и Сабины Мазо.

Invicta Fighting Championships
- «Выступление вечера» (один раз), в бою против Марилии Сантус.

## Статистика в смешанных единоборствах
| Боёв 15  | Побед 10 | Поражений 5 |
| -------- | -------- | ----------- |
| Нокаутом | 3        | 1           |
| Сдачей   | 5        | 3           |
| Решением | 2        | 1           |

| Результат | Рекорд | Соперник           | Способ                             | Турнир                             | Дата             | Раунд | Время | Место                    | Примечание                                  |
| --------- | ------ | ------------------ | ---------------------------------- | ---------------------------------- | ---------------- | ----- | ----- | ------------------------ | ------------------------------------------- |
| Поражение | 10–5   | Луана Сантус       | Сдача (удушение сзади)             | UFC on ESPN: Намаюнас vs. Кортес   | 13 июля 2024     | 1     | 3:27  | Денвер, Колорадо, США    |                                             |
| Поражение | 10–4   | Джиллиан Робертсон | Техническая сдача (удушение сзади) | UFC Fight Night: Сэндхэген vs. Сун | 17 сентября 2022 | 2     | 2:19  | Лас-Вегас, Невада, США   |                                             |
| Отмена    |        | Ким Джи Ён         |                                    | UFC 277                            | 30 июля 2022     |       |       |                          | Агапова снялась с боя                       |
| Поражение | 10–3   | Марина Мороз       | Сдача (ручной треугольник)         | UFC 272                            | 5 марта 2022     | 2     | 3:27  | Лас-Вегас, Невада, США   |                                             |
| Победа    | 10–2   | Сабина Мазо        | Сдача (удушение сзади)             | UFC Fight Night: Дерн vs. Родригес | 9 октября 2021   | 3     | 0:53  | Лас-Вегас, Невада, США   | «Выступление вечера» (2)                    |
| Поражение | 9–2    | Шана Добсон        | TKO (удары)                        | UFC on ESPN: Муньюс vs. Эдгар      | 22 августа 2020  | 2     | 1:38  | Лас-Вегас, Невада, США   |                                             |
| Победа    | 9–1    | Ханна Сайферс      | Сдача (удушение сзади)             | UFC on ESPN: Ай vs. Кальвильо      | 13 июня 2020     | 1     | 2:42  | Лас-Вегас, Невада, США   | Дебют в UFC. «Выступление вечера» (1)       |
| Отмена    |        | Мелисса Гатту      |                                    | UFC on ESPN: Ай vs. Кальвильо      | 13 июня 2020     |       |       |                          | Гатту выбыла из-за транспортных ограничений |
| Победа    | 8–1    | Марилия Сантус     | TKO (локти)                        | Invicta FC 37                      | 6 октября 2019   | 1     | 4:55  | Канзас-Сити, Канзас, США | «Выступление вечера»                        |
| Победа    | 7–1    | Алекса Коннерс     | Сдача (удушение сзади)             | Invicta FC: Phoenix Series 2       | 6 сентября 2019  | 1     | 3:03  | Канзас-Сити, Канзас, США |                                             |
| Поражение | 6–1    | Трейси Кортес      | Единогласное решение               | Dana White's Contender Series 22   | 30 июля 2019     | 3     | 5:00  | Лас-Вегас, Невада, США   |                                             |
| Победа    | 6–0    | На Лян             | TKO (удары)                        | Heroine FC 2                       | 21 июля 2018     | 1     | N/A   | Чжэнчжоу, Китай          |                                             |
| Победа    | 5–0    | Лилия Казак        | Раздельное решение                 | Fight Nights Global 82             | 16 декабря 2017  | 3     | 5:00  | Москва, Россия           |                                             |
| Победа    | 4–0    | Юлия Куценко       | Сдача (армбар)                     | Fight Nights Global 72             | 24 августа 2017  | 3     | 3:47  | Сочи, Россия             |                                             |
| Победа    | 3–0    | Юлия Литвинцева    | TKO (удары)                        | Brave CF 6                         | 29 апреля 2017   | 1     | 2:15  | Алматы, Казахстан        |                                             |
| Победа    | 2–0    | Дарья Кутузова     | Сдача (удушение сзади)             | WFCA 28                            | 20 мая 2016      | 1     | 2:45  | Павлодар, Казахстан      |                                             |
| Победа    | 1–0    | Юлия Иванова       | Единогласное решение               | WFCA 8                             | 20 мая 2015      | 3     | 5:00  | Павлодар, Казахстан      | Дебют в наилегчайшем весе                   |